# Orthogonia fuscogrisea
Orthogonia fuscogrisea är en fjärilsart som beskrevs av Embrik Strand 1921. Orthogonia fuscogrisea ingår i släktet Orthogonia och familjen nattflyn. Inga underarter finns listade i Catalogue of Life.